# Фатхуллин, Александр
Александр Фатхуллин (англ. Alexander Fathoullin; род. 26 августа 1995 года) — канадский шорт-трекист, серебряный призёр чемпионата мира. Окончил в 2012 году Национальную спортивную школу в Калгари.

## Спортивная карьера
Александр Фатхуллин начал кататься на коньках в возрасте 4-х лет в Икалуите, последовав за старшим братом Грейшей. Два года спустя его семья переехала в Калгари, где он начал более серьёзно заниматься спортом.
В январе 2012 года он участвовал в открытом чемпионате Канады по шорт-треку и занял 27-е место по сумме 3-х дистанции. В феврале 2013 года дебютировал на юниорском чемпионате мира в Варшаве и выиграл серебряную медаль в эстафете, а в личном зачёте многоборья занял 16-е место. В октябре того года выиграл 1-е место в национальной квалификации, а в январе 2014 года победил на чемпионате Канады среди юниоров. Следом в Эрзуруме стал 20-м в многоборье на чемпионате мира среди юниоров.
В 2015 году на юниорском чемпионате мира в Осаке смог подняться на 5-е место в беге на 1000 м и в общем зачёте занял 10-е место. В октябре Александр впервые участвовал на Кубке мира и занял 6-е место в беге на 1000 м в Монреале. В ноябре, в Торонто выиграл серебро в беге на 500 м и занял 2-е места в беге на 1500 м и в эстафете на этапе в Дрездене в феврале 2016 года. Ещё одну бронзу выиграл в Дордрехте в мужской эстафете.
В январе 2016 года Фатхуллин занял 4-е место в общем зачёте многоборья на национальном чемпионате и прошёл отбор в сборную, после чего в марте на чемпионате мира в Сеуле помог команде выиграть серебряную медаль в эстафете. В августе 2017 года он не смог квалифицироваться в национальную сборную, заняв 9-е место по сумме всех дистанции. Он получил стипендию в сумме 5000 долларов от компании AthletesCAN и Investors Group в том же году, чтобы покрыть расходы на обучение и соревнования.